# 申格倫德湖

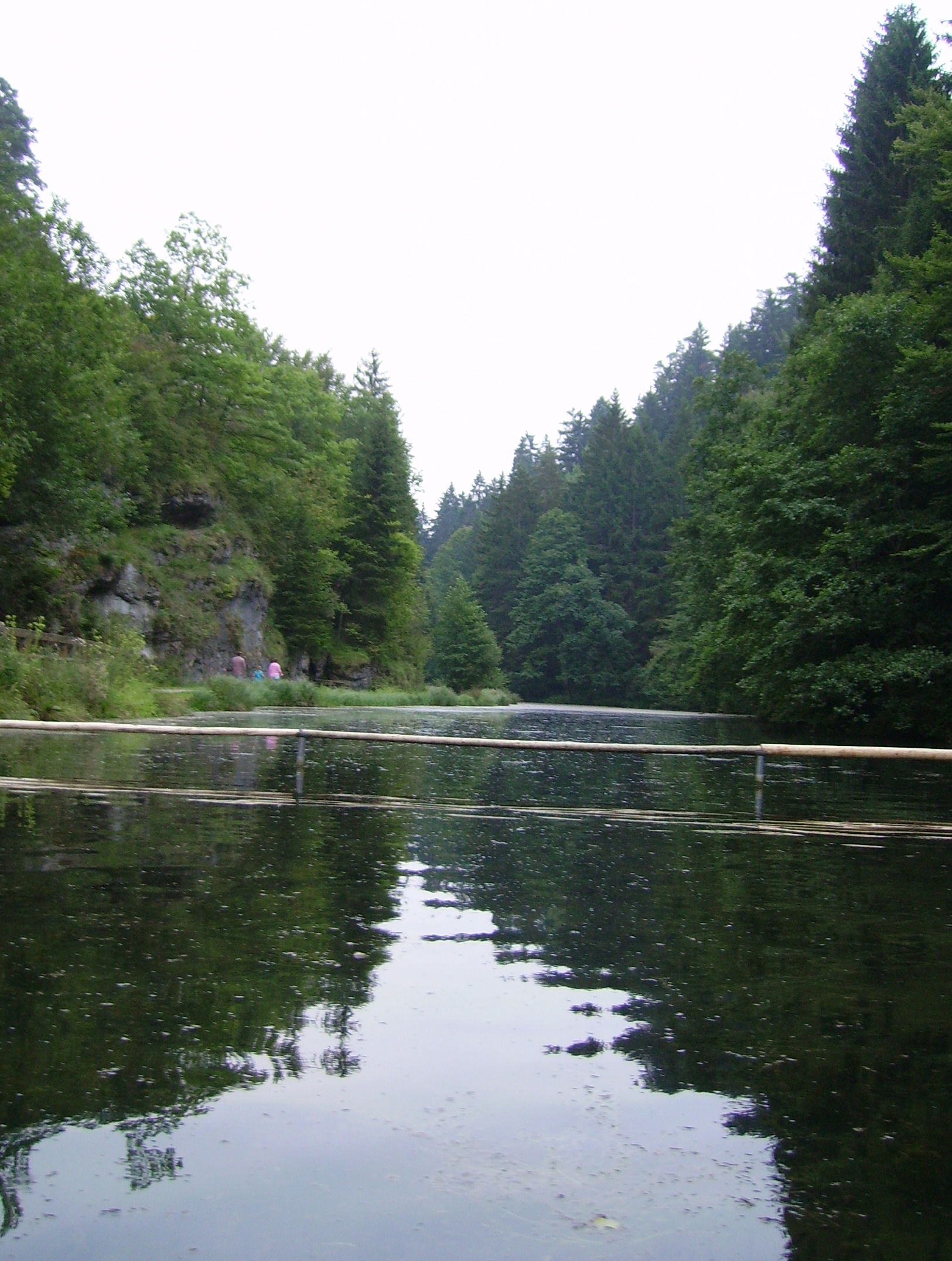

49°45′33″N 11°24′53″E / 49.75923°N 11.41479°E
申格倫德湖（德語：Schöngrundsee），是德國的湖泊，位於該國東南部，由巴伐利亞州負責管轄，處於波滕施泰因以南，長0.5公里、寬0.01公里，面積0.02平方公里，海拔高度373米。